# Il sergente York
Il sergente York (Sergeant York) è un film di guerra del 1941 diretto da Howard Hawks con Gary Cooper, ispirato alla vita dell'eroe statunitense della prima guerra mondiale Alvin York.
Il film fu un grande successo con 10 designazioni ai premi Oscar, che comportarono una statuetta per Gary Cooper e una per il montaggio. 
Il film occupa un posto particolare nel lavoro di H. Hawks che lo diresse per aiutare il produttore Jesse L. Lasky in cattive acque; alla sceneggiatura collaborò John Huston.
Fu il film col maggiore incasso nell'anno 1941.
Nel 2008 è stato scelto per essere conservato nel National Film Registry della Biblioteca del Congresso degli Stati Uniti.

## Trama
Alvin York, un povero ragazzo del Tennessee, è un tiratore eccezionale, ma incline al bere e alla lotta. Egli subisce un risveglio religioso quando viene colpito da un fulmine durante un temporale notturno. La sua vita gira intorno alla sua folgorazione. Assistito dal pastore Rosier Pile, York giura di non arrabbiarsi mai più con nessuno, di essere un buon marito e di provvedere a mantenere la sua fidanzata Gracie Williams.
York cerca di evitare l'arruolamento nell'esercito per la prima guerra mondiale a causa della sua coscienza e delle sue convinzioni religiose, ma viene arruolato comunque. Durante l'addestramento di base, i suoi superiori scoprono che lui è un tiratore fenomenale e decidono di assegnargli il grado di caporale.
York non vuole comunque aver niente a che fare con l'esercito e la guerra. Il maggiore Buxton, il suo comandante, gli consegna "Storia": un libro sulla storia degli Stati Uniti e gli dà congedo temporaneo; in modo che York possa tornare a casa e riflettere sul bene che può derivare dalla sua partecipazione alla guerra. York si dimostra titubante nell'affrontare la lettura consigliatagli dal maggiore, così per tranquillizzarlo Buxton gli dice che se non volesse tornare nell'esercito, avrebbe potuto ottenere il congedo.
Così York legge il libro, e mentre riflette, il vento soffia sulla sua Bibbia girando le pagine che si fermano sul passo del Vangelo che dice: "Rendete dunque a Cesare quello che è di Cesare e a Dio quel che è di Dio". 
York torna al campo militare e comunica ai suoi superiori che servirà il suo paese, lasciando la questione nelle mani di Dio, anche se non è del tutto convinto che la Bibbia permetta di poter uccidere qualcuno, anche se per un fine giusto. 

La sua unità viene inviata in Francia, dove partecipa ad un attacco durante l'offensiva della Mosa-Argonne. York perde ogni dubbio nel momento in cui vede i suoi compagni morire intorno a lui. A causa del gran numero di vittime, il caporale York si trova improvvisamente ad essere l'unico graduato ancora in vita e viene quindi messo a capo del suo battaglione. Studia come muoversi dietro le linee tedesche e successivamente spara sui tedeschi costringendoli ad arrendersi grazie alla sua mira infallibile e facendo molti prigionieri.
Grazie alla vittoria riportata York diventa un eroe nazionale e viene insignito della Medaglia d'Onore del Congresso.
Il ragazzo spiega, in seguito, che ha agito in quel modo per poter accelerare la fine della guerra e ridurre così al minimo il numero di vittime.

## Riconoscimenti
- 1942 - Premio Oscar
  - Migliore attore protagonista a Gary Cooper
  - Miglior montaggio a William Holmes
  - Candidatura Miglior film alla Warner Bros.
  - Candidatura Migliore regia a Howard Hawks
  - Candidatura Miglior attore non protagonista a Walter Brennan
  - Candidatura Miglior attrice non protagonista a Margaret Wycherly
  - Candidatura Migliore sceneggiatura originale a Harry Chandlee, Abem Finkel, John Huston e Howard E. Koch
  - Candidatura Migliore fotografia a Sol Polito
  - Candidatura Migliore scenografia a John Hughes e Fred M. MacLean
  - Candidatura Miglior sonoro a Nathan Levinson
  - Candidatura Miglior colonna sonora a Max Steiner
- 1941 - New York Film Critics Circle Award
  - Miglior attore protagonista a Gary Cooper